# Музеи Орловской области
Список включает  музеи и выставочные залы города и области, кроме ведомственных, учебных заведений и других общественных организаций. Самый старый музей Орловской области — это Орловский краеведческий музей, основанный в 1897 году. Краеведческие музеи Урицкого и Хотынецкого районов официально зарегистрированы в 2007 году, а самый молодой — музей кукол открыт в 2016.

## Музеи городаОрла

### Литературные
| Название | Адрес                            | Дата открытия | Краткое описание | Изображение |
| --- | -------------------------------- | ------------- | --- | ----------- |
| Дом-музей Л. Н. Андреева (филиал Орловского объединённого государственного литературного музея И. С. Тургенева) | ул. 2-я Пушкарная, 41            | 1991          | Музей русского писателя представителя Серебряного века русской литературы Леонида Андреева открылся в бывшем родовом доме семьи Андреевых. Дом сохранился в почти первоначальном виде. |             |
| Музей М. М. Бахтина                                                                                             | ул. Горького, 23                 | 2005          | Музей, родившегося в Орле, русского философа, лингвиста, литературо - и музыковеда М. М. Бахтина, был открыт на месте бывшей усадьбы его отца. Основная тема музейной композиции — «Наследие культуры М. М. Бахтина» |             |
| Музей И. А. Бунина (филиал Орловского объединённого государственного литературного музея И. С. Тургенева)       | пер. Георгиевский, 1             | 1991          | В 1957 году в музее писателей-орловцев был открыт зал, посвящённый жизни и творчеству писателя, нобелевского лауреата И. А. Бунина. После того как была собрана самая крупная в России бунинская коллекция, в дворянском особняке был открыт музей И. А. Бунина. В экспозиции представлены документы из семейного архива, фотографии, рукописи произведений, личные вещи, реконструирован парижский кабинет писателя |             |
| Дом Т. Н. Грановского (филиал Орловского объединённого государственного литературного музея И. С. Тургенева)    | ул. 7-го Ноября, 24              | 1985          | Музей русского историка Т. Н. Грановского открыт в здании, построенном в начале XIX века и принадлежавшем деду историка. На доме установлена мемориальная доска с надписью «В этом доме в 1813 году родился известный историк Т. Н. Грановский» |             |
| Музей Сергея Есенина                                                                                            | ул. Комсомольская, 62 (2-й этаж) | 2004          | Частный музей русского поэта Сергея Есенина размещается в квартире, в доме на том месте, где находился деревянный дом, в котором жила семья Зинаиды Райх — жены Есенина. Основателем музея является Г. А. Агарков — председатель Орловского есенинского комитета. |             |
| Дом-музей Н. С. Лескова (филиал Орловского объединённого государственного литературного музея И. С. Тургенева)  | ул. Октябрьская, 9               | 1974          | Единственный в России музей русского писателя Н. С. Лескова был открыт в доме, где прошли детские годы писателя — на Третьей дворянской улице (ныне Октябрьской). Экспозиция "В мире Лескова" включает около 800 подлинных экспонатов |             |
| Орловский объединённый государственный литературный музей И. С. Тургенева                                       | ул. Тургенева, 11                | 1918          | Основан в ноябре 1918 года в честь 100-летия со дня рождения великого классика русской литературы И. С. Тургенева. Музей является родоначальником объединённых литературных музеев города — музея И. С. Тургенева, дома-музея Н. С. Лескова, дома-музея Л. Н. Андреева, музея И. А. Бунина, музея «Дом Т. Н. Грановского», музея писателей-орловцев                                                                  |             |
| Музей писателей-орловцев (филиал Орловского объединённого государственного литературного музея И. С. Тургенева) | ул. Тургенева, 13                | 1957          | Музей находится в дворянском особняке, построенном в середине XIX века по проекту архитектора И. Ф. Тибо-Бриньоля. Экспозиции музея посвящены творчеству писателей — уроженцев Орловского края: А. Фета, А. Апухтина, Л. Андреева, Б. Зайцева, М. Пришвина, И. Новикова. |             |

### Историко-краеведческие
| Название                                                                     | Адрес                          | Год открытия | Краткое описание                                                                                                   | Изображение |
| ---------------------------------------------------------------------------- | ------------------------------ | ------------ | --- | ----------- |
| Орловский военно-исторический музей (филиал Орловского краеведческого музея) | ул. Нормандия-Неман, 1         | 1983         | Музей истории военных событий и их участниках на Орловщине                                                         |             |
| Орловский краеведческий музей                                                | ул. Гостиная, 2                | 1897         | Музей истории, археологии, природного и культурного развития Орла и области                                        |             |
| Дом-музей В. А. Русанова (филиал Орловского краеведческого музея)            | ул. Русанова, 43               | 1982         | Музей посвящён жизни и деятельности, родившегося в Орле, полярного исследователя Владимира Александровича Русанова |             |
| Музей «От основания и затем…»                                                | Кромское шоссе, 4 (ТМК«ГРИНН») | 2016         | Частный музей истории города Орла                                                                                  |             |

### Художественный
| Название                                 | Адрес               | Год открытия | Краткое описание | Изображение |
| ---------------------------------------- | ------------------- | ------------ | --- | ----------- |
| Орловский музей изобразительных искусств | ул. Октябрьская, 29 | 1919         | После объединения бывшего губернского и церковно-историко-археологического музеев был открыт Орловский историко-художественный музей. Основу составили произведения, переданные из художественного отдела краеведческого музея и реквизированное имущество дворянских семей. В настоящее время музей занимает бывшее здание Дома политпросвещения. Коллекции музея: иконопись, живопись XVIII—XX вв., графика, скульптура |             |

### Музей кукол
| Название                  | Адрес                     | Год открытия | Краткое описание | Изображение |
| ------------------------- | ------------------------- | ------------ | --- | ----------- |
| Музей коллекционных кукол | ул. Новосильское шоссе, 6 | 2016         | Частный музей был открыт 1 октября 2016 года. В музее свыше 1000 экспонатов, среди которых большое количество портретных кукол. Здесь можно увидеть Мерилин Монро, Принцессу Ди, Фриду Кало, Скарлетт, Джека Воробья, Фредди Меркьюри, Шер, Анну Павлову, Татуированную куклу и испуганную Барби в лапе Кинг Конга и др. Экспозиция постоянно дополняется и обновляется. |             |

### Выставочные залы
| Название                                                                                               | Адрес                     | Год открытия | Краткое описание | Изображение |
| --- | ------------------------- | ------------ | --- | ----------- |
| Выставочный зал «Картинная галерея А. И. Курнакова» (филиал Орловского музея изобразительных искусств) | ул. Салтыкова-Щедрина, 3Б | 2006         | Картинная галерея народного художника СССР А. И. Курнакова была открыта для посетителей 4 мая 2006 года. Рядом находится мастерская художника |             |
| Областной выставочный центр                                                                            | ул. Салтыкова-Щедрина, 33 | 1995         | Центр открыт для пропагандирования и популяризации деятельности всех творческих союзов Орловской области                                      |             |

## Музеиобласти

### Историко-краеведческие
| Название                                                                                        | Адрес                                              | Год открытия | Краткое описание | Изображение |
| ----------------------------------------------------------------------------------------------- | -------------------------------------------------- | ------------ | --- | ----------- |
| Болховский краеведческий музей                                                                  | г. Болхов, ул. Ленина, 47                          | 1918         | В коллекции музея 90% подлинных экспонатов по археологии, этнографии, живописи и др. Был уничтожен во время Великой Отечественной войны, восстановлен в 1946 году. |             |
| Глазуновский историко-краеведческий музей                                                       | п. г. т. Глазуновка, ул. Ленина, 17                | 1970         | Экспозиции музея отражают основные этапы истории Глазуновского района |             |
| Дмитровский историко-этнографический музей                                                      | г. Дмитровск, ул. Советская, 84                    | 1979         | В музее два экспозиционных зала: истории и этнографии. Ценной коллекцией является мемориальный фонд русского композитора Василия Калинникова. |             |
| Краеведческий музей Должанского района                                                          | п. г. т. Долгое, ул. Кирова, 4                     | 1987         | Музей был создан в 1987 году на общественных началах. Официальное открытие состоялось в 1999 году. Четыре экспозиционных зала представляют предметы археологии, крестьянского быта, времён Великой Отечественной войны. |             |
| Залегощенский районный краеведческий музей                                                      | п. г. т. Залегощь, ул. Ленина, 9                   | 1987         | Небольшой районный музей, в котором насчитывается около тысячи экспонатов. |             |
| Краеведческий музей Колпнянского района                                                         | п. г. т. Колпна, ул. Советская, 3                  | 1970         | Краеведческий музей истории Колпнянского района |             |
| Ливенский краеведческий музей                                                                   | г. Ливны, ул. М. Горького, 41                      | 1918         | Один из старейших краеведческих музеев Орловской области |             |
| Мценский городской краеведческий музей им. Г. Ф. Соловьева                                      | г. Мценск, ул. Тургенева, 104                      | 1919         | Музей истории и культуры Мценского края. Восстановлен после уничтожения в 1960 году. |             |
| Новосильский районный краеведческий музей                                                       | г. Новосиль, ул. К. Маркса, 16                     | 1985         | Историко-культурный центр истории города и района от княжества до современности. |             |
| Государственный мемориальный и природный музей-заповедник И. С. Тургенева (Спасское-Лутовиново) | Мценский район, с. Спасское-Лутовиново             | 1922         | Государственный мемориальный и природный музей-заповедник великого русского писателя, поэта, драматурга Тургенева И. С. в родовой усадьбе дворян Лутовиновых (впоследствии Тургеневых) |             |
| Литературно-краеведческий музей «Тургеневское Полесье» (Музей крестьянского быта)               | Хотынецкий район (Орловское Полесье), с. Ильинское | 1991         | Это музей народной истории и культуры. Основателями музея являются директор Ильинского дома культуры Нелюдимова Любовь Никоноровна и заведующая музеем И. С. Тургенева Балыкова Людмила Анатольевна. В музее 4 зала: «И. С. Тургенев и наш край», «Предметы быта крестьян XVIII—XIX вв.», «Наш край в годы Великой Отечественной войны», «Современная жизнь». При музее действует творческий фольклорный ансамбль «Калиновый садок». |             |
| Урицкий районный историко-краеведческий музей                                                   | п. г. т. Нарышкино, ул. Ленина, 96А                | 2007         | Музей рассказывает об истории района и его центре – посёлке Нарышкино. |             |
| Хотынецкий районный краеведческий музей                                                         | п. г. т. Хотынец, ул. Пушкина, 25                  | 2007         | Один из самых молодых музеев области. Основная экспозиция посвящена событиям Великой Отечественной войны. |             |
| Монографический музей В. Н. Хитрово                                                             | Знаменский район, с. Знаменское, ул. Школьная, 2   | 2001         | Районный краеведческий монографический музей В. Н. Хитрово — русского геоботаника, флориста, фенолога, краеведа, доктора биологических наук. Находясь в фамильном имении в селе Муратово, ныне Знаменский район Орловской области, занимался геоботаническими исследованиями лугов Орловской губернии. |             |

### Художественная галерея
| Название                        | Адрес                         | Год открытия | Краткое описание | Изображение |
| ------------------------------- | ----------------------------- | ------------ | --- | ----------- |
| Мценская художественная галерея | г. Мценск, ул. Тургенева, 108 | 1999         | Галерея была открыта 20 июля 1999 года в здании по улице Кузьмина. Позже переехала на улицу Тургенева. В галерее выставляются работы художников Орла, Тулы, Курска, Мценска.и др., а также проводятся выставки детского и декоративно-прикладного творчества. |             |